# Live to Survive
"Live to Survive" é uma canção da cantora e compositora dinamarquesa MØ, contida em seu terceiro álbum de estúdio Motordrome (2022). Foi composta pela própria em conjunto com Caroline Ailin e seus 
produtores SLY e SG Lewis. A faixa foi lançada em 27 de maio de 2021, pela gravadora Columbia Records, servindo como o primeiro single do disco. "Live to Survive" é uma canção de electropop e dance. A canção foi escolhida para representar a Dinamarca no North Vision Song Contest 36, que aconteceu em Bolonha, Itália.

## Lançamento e composição
Em 7 de maio de 2021, MØ postou uma foto em seu Twitter com a legenda onde ela dizia que era "muito grata a todos os seus fãs" que permaneceram com ela durante todo o período (durante o isolamento de pandemia de COVID-19), onde eles foram "gentis e pacientes". E que ela esperava que eles [os fãs] gostassem muito da sua nova música e que mal podia esperar para vê-los novamente no mundo real. "Live to Survive" foi anunciado em 10 de maio, quando ela postou o link de pré-salvamento junto com o título e sua data de lançamento para 27 de maio de 2021. Em 25 de maio, ela compartilhou a capa da canção.
"Live to Survive" foi escrita por MØ durante o confinamento do COVID-19 com Caroline Ailin, Samuel George Lewis e Sylvester Willy Sivertsen, com os dois últimos também encarregados das tarefas de produção. A canção é um número electropop eufórico com base em sintetizadores nostálgicos e versos melancólicos sobre resistir à relações tóxicas em versos como “eu vivo para sobreviver a outra dor no coração / outro engano”. Bem como a cantora encontrando a motivação para se recuperar do desgosto com letras como: "Você pensou que estava fora do meu alcance / Estou fora do seu alcance, estou fora do seu alcance / Observe-me, estou de pé novamente." A música em si é sobre o poder encontrado em superar as dificuldades, um sentimento altamente relacionável nesses tempos complicados: “[É] muito sobre passar por um momento de merda e voltar mais forte do outro lado”, explica MØ. “Mas também se trata de se perdoar por esses erros. Isso vai acontecer algumas vezes em sua vida, então você precisa voltar ao cavalo.”
MØ explicou as origens da música em um comunicado: “É sobre recuperar-se após o colapso de um relacionamento tóxico com alguém ou algo. É um lembrete de que a vida é uma dança constante de altos e baixos, e que os baixos são bons. Estamos aqui para isso, prontos para sobreviver a outra mágoa e nos reconstruir de novo e de novo”.

## Vídeo musical
O videoclipe foi lançado juntamente com a música. O vídeo foi gravado no interior britânico e foi realizado pela Joanna Nordahl, e encontra MØ como a personagem Ophelia para apresentar os temas de seu próximo disco: “renascimento, transformação, aceitação e força”. Também mostra a cantora correndo de moto dentro de um globo da morte antes de fazer uma festa de dança solo no meio da floresta. Um vídeo com a letra de "Live to Survive" estreou em 2 de julho de 2021 no canal oficial de MØ no YouTube.

## Faixas e formatos
Download digital/streaming
1. "Live to Survive" – 3:04

Download digital/streaming – (Remixes) - EP
1. "Live to Survive" (MNEK Remix) – 4:02
2. "Live to Survive" (Claptone Remix) – 3:21
3. "Live to Survive" (Leon Brooks Remix) – 2:56

## Histórico de lançamento
| Região | Data                   | Formato                    | Versão        | Gravadora | Ref.          |
| ------ | ---------------------- | -------------------------- | ------------- | --------- | ------------- |
| Várias | 27 de maio de 2021     | Digital download streaming | Original      | Columbia  | [ 14 ] [ 15 ] |
| Várias | 17 de setembro de 2021 | Digital download streaming | EP de Remixes | Columbia  | [ 16 ] [ 17 ] |